# Erwin Degen
Erwin Degen (* 17. August 1933 in Bottrop; † 25. Februar 2012) war ein deutscher Politiker (SPD).

## Leben und Beruf
Erwin Degen wurde am 17. August 1933 in Bottrop geboren. Nach Ende des Krieges begann er eine Ausbildung zum Maschinenschlosser auf dem Bergwerk Prosper-Haniel in Bottrop. Während seiner Zeit auf dem Bergwerk Prosper-Haniel engagierte er sich in der Betriebsgewerkschaftgruppe sowie in der damaligen IG Bergbau und Energie. Von 1961 bis 1985 war er im Betriebsrat aktiv, vier Jahre davon (1981 bis 1985) als Betriebsratsvorsitzender. Des Weiteren engagierte sich Erwin Degen in der Arbeiterwohlfahrt und im Mieterverein. Erwin Degen war verheiratet und hat zwei Söhne. Er verstarb am 25. Februar 2012.

## Politische Karriere
Neben seiner Tätigkeit im Betriebsrat der IG Bergbau und Energie war Erwin Degen seit 1962 in der Lokalpolitik der Stadt Bottrop für die SPD aktiv. 1969 wurde er in den Stadtrat der Stadt Bottrop gewählt. 1972 wählt ihn der Stadtrat in das Bürgermeisteramt. Nahezu 30 Jahre (1972 bis 1990) übte Erwin Degen das Bürgermeisteramt aus, bis er schließlich 1990 zurücktrat. Trotzdem blieb er bis 2004 weiterhin als Ratsherr aktiv.

## Auszeichnungen
Für seine Verdienste erhielt Erwin Degen 1986 den Verdienstorden der Bundesrepublik Deutschland am Bande, 1999 den Verdienstorden des Landes Nordrhein-Westfalen sowie die Stadtplakette der Stadt Bottrop.